# Carlos González Rothvoss-Lagasca
Carlos González Rothvoss-Lagasca fue un jurista español. Diputado por el distrito de Salas de los Infantes en 1906.

## Obras
- Memoria leída por el Secretario general en la sesión inaugural del curso de 1891 a 92 celebrada el 31 de octubre de 1891. Real Academia de Jurisprudencia y Legislación

- Memoria leída por el Secretario General en la sesión inaugural del curso de 1892 a 1893 celebrada el 28 de noviembre de 1892. Real Aacademia de Jurisprudencia y Legislación

- Proyecto de Código Penal (Memoria de la real academia de jurisprudencia el día 31 octubre de 1891)

- Datos: Q5750516